# یک داستان
یک داستان یک مجموعه تلویزیونی محصول سال  به کارگردانی، نویسندگی محمد رحمانیان و تهیه‌کنندگی گلنار حامدی می‌باشد که از شبکه پخش شد.

## بازیگران
- سعید امیرسلیمانی
- احمد آقالو
- کاظم هژیرآزاد
- لادن طباطبایی
- مهتاب نصیرپور